# Rosa Sardo

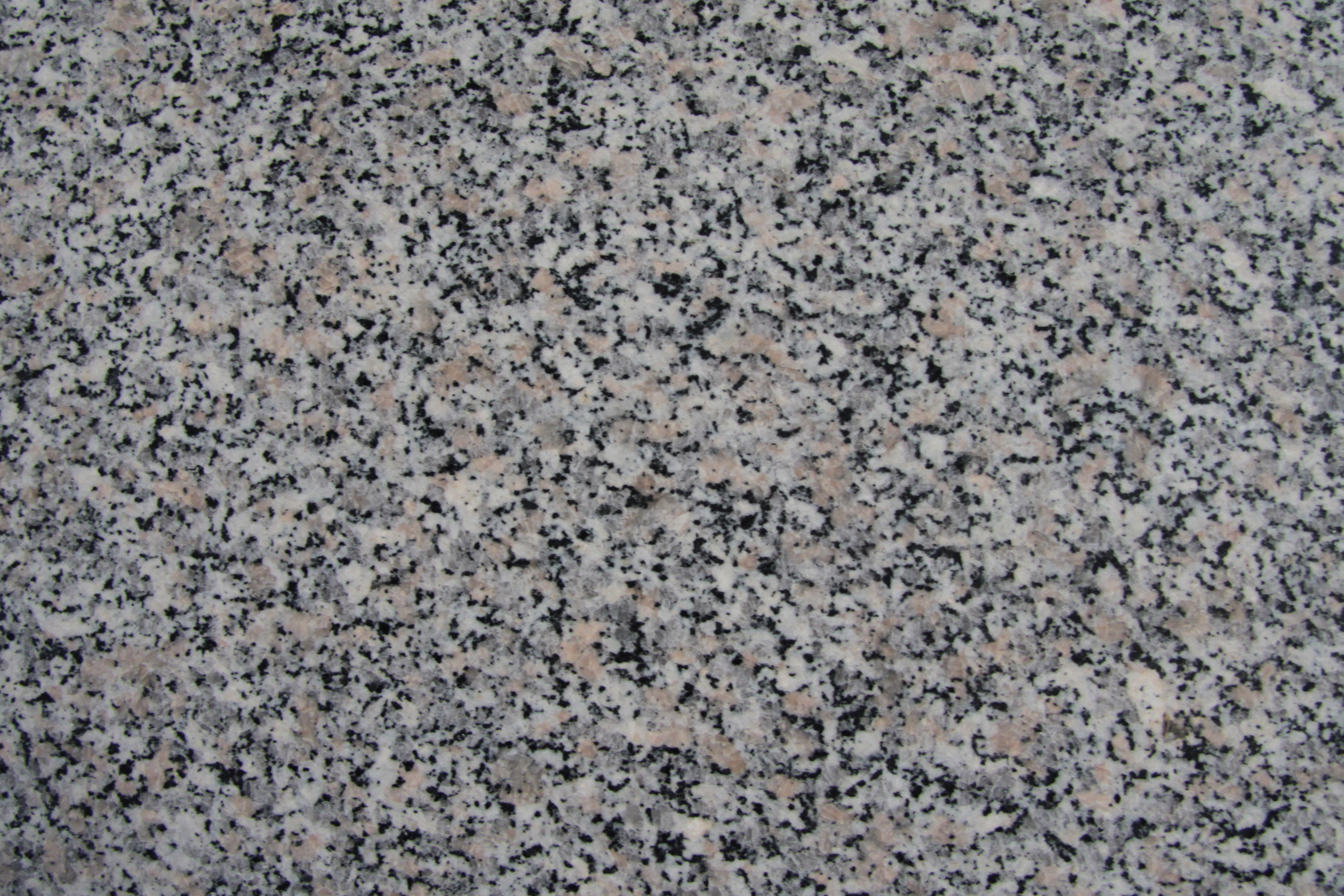
Rosa Sardo Beta mit polierter Oberfläche, ca. 20 × 25 cm

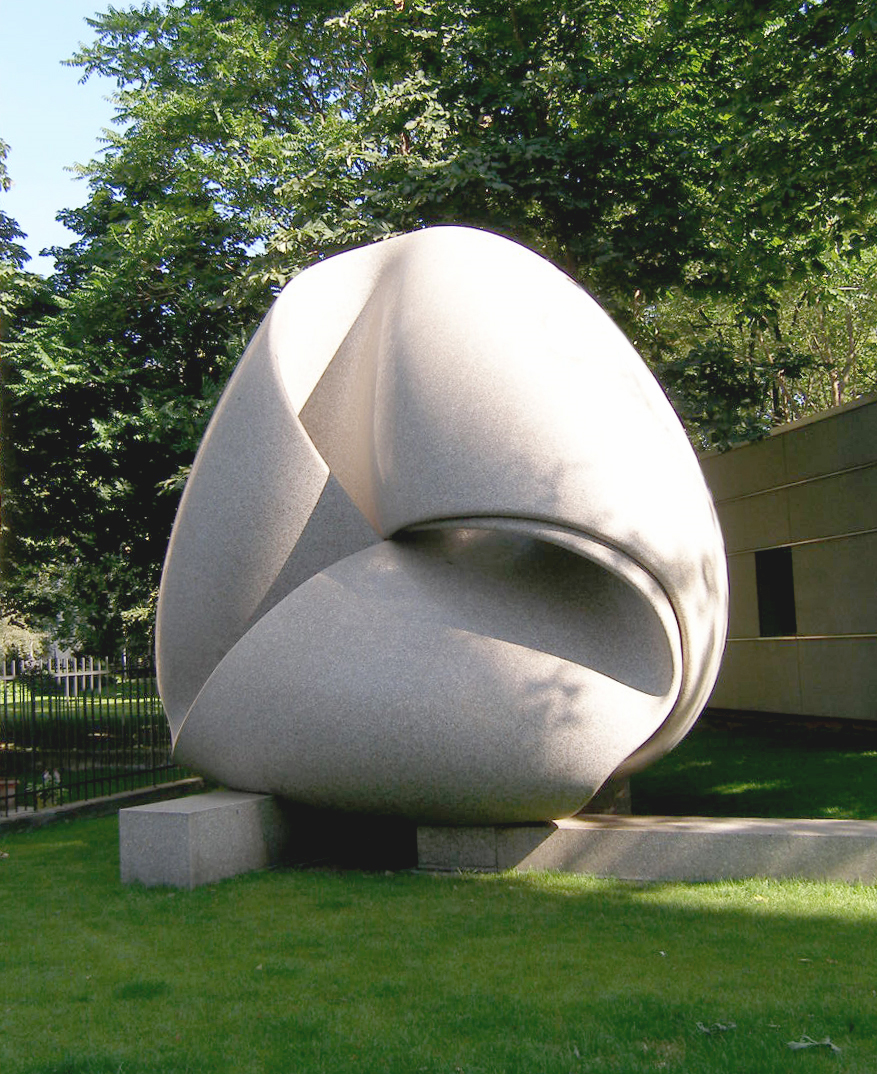
Max Bill: Kontinuität (1983–1986) vor der Deutschen Bank AG in Frankfurt am Main aus Rosa Beta (Abbildung 2007)

Mit Rosa Sardo werden Granite aus der italienischen Granitregion Gallura bezeichnet, die im Gebirgsmassiv Monte Limbara im Norden Sardiniens abgebaut werden. Die Granittypen werden in zahlreichen Steinbrüchen vor allem um Tempio Pausania in der Metropolitanstadt Sassari gebrochen, aber auch in geringerem Umfang auch an anderen Orten. Das überaus große Natursteinvorkommen entstand im Karbon vor 330 Millionen Jahren.

## Namen
Die Granite des Limbara-Massivs, die in mehr als einem Dutzend Steinbrüchen abgebaut werden, werden mit unterschiedlichen Namen in den Handel gebracht. Zahlreiche Handelsbezeichnungen sind häufig unter Weglassung von Sardo bekannt: Hier eine Auswahl:
- Rosa Gallura (Gallura = sardische Region),
- Rosa Limbara (Monte Limbara = Name des höchsten Berges Sardiniens),
- Rosa Ghiandone (Ghiandone = Eichel oder im italienischen Steingewerbe eine porphyrische Textur),
- Rosa Beta (beta = zweiter Buchstabe des griechischen Alphabets)
- Rosa Nuraghe (Nuraghe = prähistorische steinerne Rundbauten auf Sardinien),
- Rosa Luras (Luras = Gemeinde auf Sardinien bei Calangianus),
- Rosa Alburea (Arborea = Stadt auf Sardinien),
- Rosa Nule (Nule = Ort auf Sardinien) usw.

Trotz unterschiedlicher Namen ähneln sich die Granite Sardiniens in ihrer rötlichen Grundfarbe. Lediglich der helle Bianco Sardo, der bei Buddusò in der gleichen Provinz auf Sardinien gebrochen wird, ist weißlich.

## Entstehung
Die Granite Sardiniens bildeten sich vor Jahrmillionen in großvolumigen Magmenkammern in der Erdkruste und kristallisierten dort über lange Zeiträume aus. Je nach Geschwindigkeit der Abkühlung und Zusammensetzung des Magmas entstanden unterschiedliche Granitvorkommen, die in ihrer rötlichen Farbe und in ihren Kristallgrößen variieren.

## Gesteinsbeschreibung

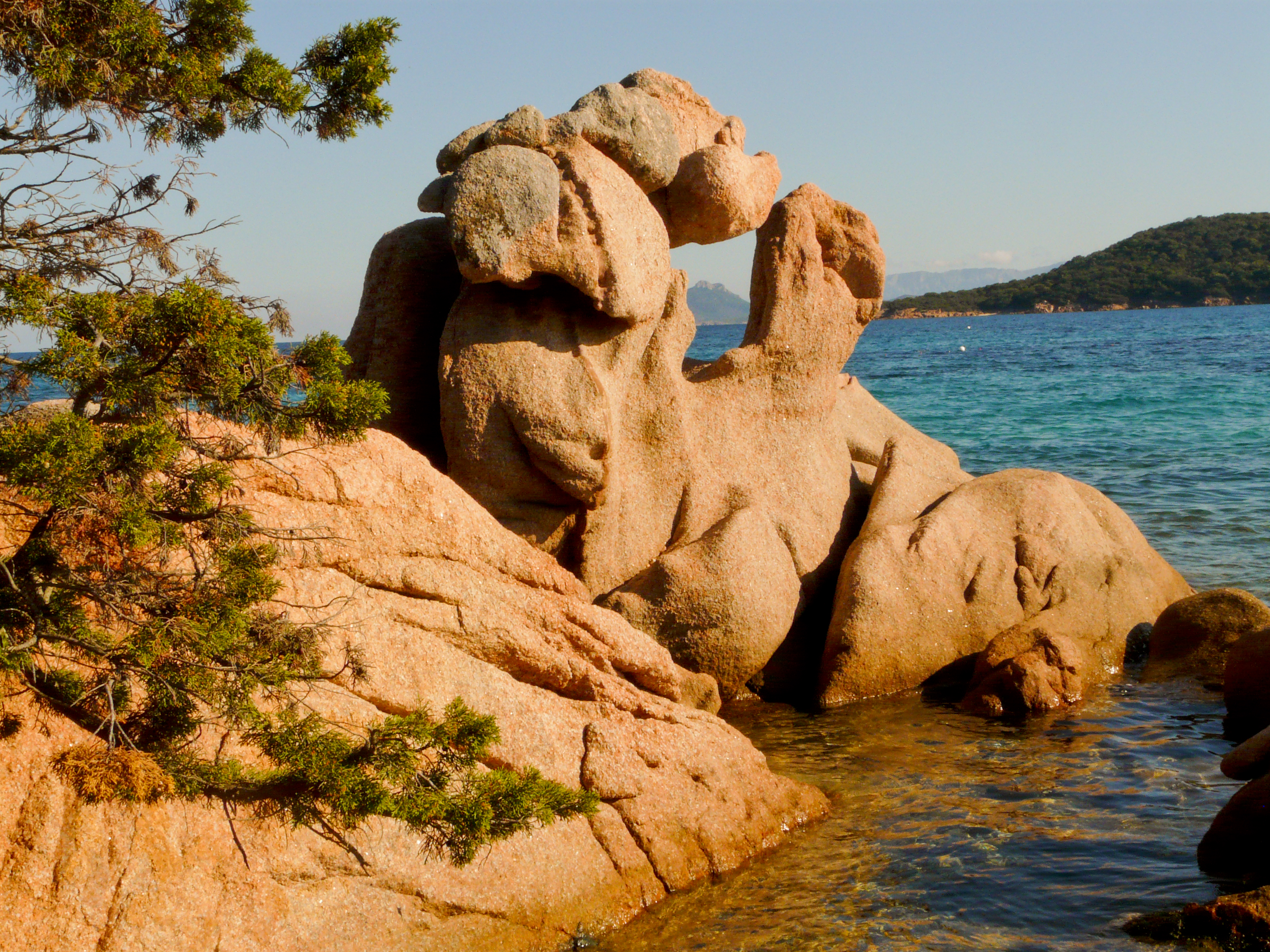
Typische Felsformationen aus Sardischem Granit an der Küste der Gallura

Der blassrote helle Rosa Sardo ist grobkörnig und kann im Einzelfall bis zu 3 cm große rötliche Kristalle von Alkalifeldspäte enthalten. Die Alkalifeldspäte wurden durch feinstverteiltes Hämatit rötlich gefärbt. Die Typen des Rosa Sardo enthalten weiße bis beige Plagioklasfeldspäte und grauen Quarz. Der schwarze Biotit gibt diesem Naturstein sein körniges Gefüge und kann durchaus in 5 bis 15 mm großen dunklen Flecken im Gestein vorkommen. Etwa 25 % Quarz ist im Rosa Sardo enthalten und verleiht diesem Gestein seine Abriebhärte.
Die Gesteinstypen Rosa Sardo variieren sehr gering in ihren Rottönen, Farbkontraste und durch die Größe ihrer Feldspäte. Während Rosa Sardo Limbara beispielsweise grobgekörnt ist, ist Rosa Sardo Beta relativ gleichmäßig mittelgekörnt.

## Verwendung

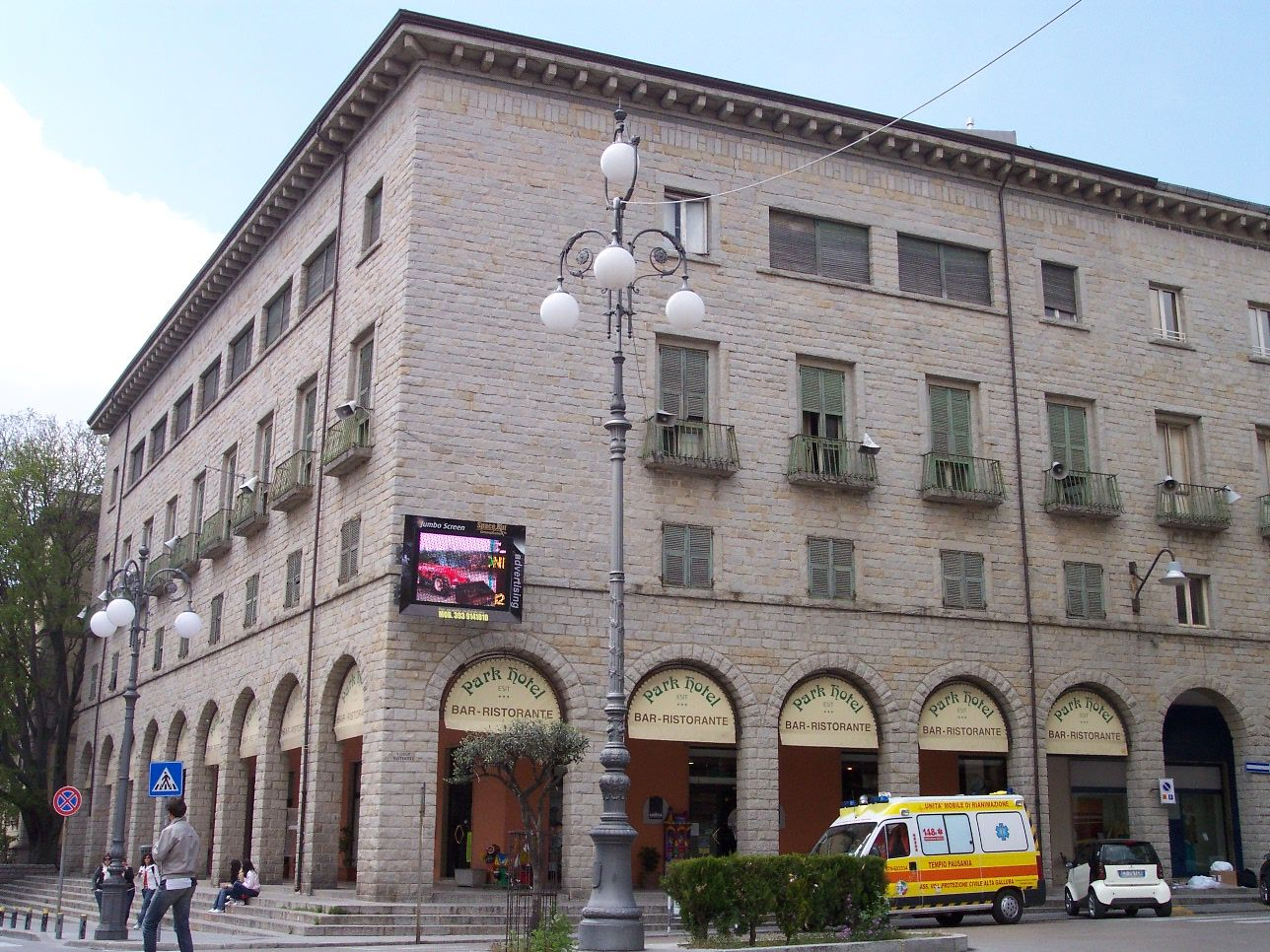
Massive Steinfassade des Parkhotels in Tempio Pausania aus Rosa Sardo

Dieses Granitvorkommen auf Sardinien wurde bereits in prähistorischer Zeit in der Nuraghenkultur für massive Mauern und im Steinbau verwendet. Rosa Sardo dominierte die massiven historischen klerikalen und profanen Bauwerke auf der Insel und erst in den 1960er Jahren wurde es zu einem bedeutsamen Gestein des internationalen Natursteinmarkts mit Platten und Fliesen.
Rosa Sardo ist wie die meisten Granite polierfähig, säure- und frostbeständig. Er wird im Bauwesen sowohl im Innen- als auch Außenbau für Boden- und Treppenbeläge, Fensterbänke und Wandverkleidungen und heute vor allem in Privat- und Geschäftshäusern verbaut.
Für die Skulptur Kontinuität von Max Bill vor dem Zentralgebäude der Deutschen Bank in Frankfurt/Main wurde ein Rohblock Rosa Sardo in der Größe von 450 × 750 × 460 cm im Steinbruch Scarraciana, in der Nähe von Tempio Pausania ausgesucht und da das Gewicht hoch und der Block übergroß war, musste die Zuwegung zum Steinbruch wegen des hohen Gewicht gesondert befestigt werden. Der Rohblock wurde in eine Bildhauerwerkstatt in Carrara zur Herstellung gebracht und dort wurde er zweieinhalb Jahre lang bis 1986 von Steinbildhauern geformt. Die fertige Skulptur wiegt 80 Tonnen.